# 14e session du Comité du patrimoine mondial
La 14e session du Comité du patrimoine mondial a eu lieu du 7 décembre 1990 au 12 décembre 1990 à Banff, en Canada.

## Participants
Les membres du comité du patrimoine mondial sont représentés par les États suivants, :
- Brésil
- Bulgarie (vice-présidence)
- Canada (présidence)
- Colombie
- États-Unis
- France
- Grèce
- Indonésie
- Italie (rapporteur)
- Mexique (vice-présidence)
- Pérou
- Sénégal (vice-présidence)
- Tanzanie
- Thaïlande (vice-présidence)
- Tunisie (vice-présidence)

La session inclut également les États et organisations suivantes :
- États observateurs :
  -  Allemagne
  -  Burkina Faso
  -  Chine
  -  Finlande
  -  Guinée
  -  Philippines
  -  République dominicaine
  -  Roumanie
  -  RSS d'Ukraine (membre de l'Union soviétique, mais cependant État partie à la convention du patrimoine mondial)
  -  Yougoslavie

- Organisations invitées à titre consultatif :
  - ICCROM
  - ICOMOS
  - UICN

## Inscriptions

### Patrimoine mondial
Le Comité décide d'inscrire 17 sites sur la liste du patrimoine mondial. La liste compte alors 335 biens protégés.
Madagascar, le Panama, la République dominicaine, l'Ukraine et l'Union soviétique connaissent leurs premières inscriptions. Celles de l'Union soviétique sont également les dernières : le pays cesse d'exister moins d'un an après ; les biens inscrit sont par la suite situés en Ouzbékistan et en Russie.
Les critères indiqués sont ceux utilisés par l'Unesco depuis 2005, et non pas ceux employés lors de l'inscription des sites. Par ailleurs, les superficies mentionnées sont celles des biens actuels, qui ont pu être modifiées depuis leur inscription.
| Bien                                                                                              | Pays                   | Type                             | Superficie (ha) | Zone tampon (ha) | Lien | Notes | Coordonnées                         | Illus. |
| ------------------------------------------------------------------------------------------------- | ---------------------- | -------------------------------- | --------------- | ---------------- | ---- | --- | ----------------------------------- | ------ |
| Châteaux et parcs de Potsdam et Berlin (de)                                                       | Allemagne              | Culturel (i), (ii), (iv)         | 2 064           |                  | 532  | | 52° 24′ 00″ nord, 13° 01′ 59″ est   |        |
| Missions jésuites de Chiquitos                                                                    | Bolivie                | Culturel (iv), (v)               |                 |                  | 529  | | 16° 00′ sud, 60° 30′ ouest          |        |
| Mont Huangshan                                                                                    | Chine                  | Mixte (ii), (vii), (x)           | 16 060          | 49 000           | 547  | | 30° 10′ 01″ nord, 118° 10′ 59″ est  |        |
| Délos                                                                                             | Grèce                  | Culturel (ii), (iii), (iv), (vi) | 350,64          |                  | 530  | | 37° 24′ 00″ nord, 25° 16′ 01″ est   |        |
| Monastères de Daphni, de Hosios Loukas et Nea Moni de Chios                                       | Grèce                  | Culturel (i), (iv)               | 3,7             | 5 815,58         | 537  | | 38° 24′ nord, 22° 45′ est           |        |
| Centre historique de San Gimignano                                                                | Italie                 | Culturel (i), (iii), (iv)        | 13,88           |                  | 550  | | 43° 28′ 05″ nord, 11° 02′ 31″ est   |        |
| Réserve naturelle intégrale du Tsingy de Bemaraha                                                 | Madagascar             | Naturel (vii), (x)               | 152 000         |                  | 494  | | 18° 40′ 01″ sud, 44° 45′ 00″ est    |        |
| Parc national de Tongariro                                                                        | Nouvelle-Zélande       | Naturel (vi), (vii), (viii)      | 79 596          |                  | 421  | | 39° 17′ 28″ sud, 175° 33′ 43″ est   |        |
| Te Wāhipounamu – zone sud-ouest de la Nouvelle-Zélande                                            | Nouvelle-Zélande       | Naturel (vii), (viii), (ix), (x) | 2 600 000       |                  | 551  | | 45° 02′ 10″ sud, 167° 19′ 12″ est   |        |
| La Amistad                                                                                        | Panama                 | Naturel (vii), (viii), (ix), (x) | 570 045         |                  | 205  | Le bien forme un site transfrontalier commun avec les réserves de la cordillère de Talamanca au Costa Rica, inscrites en 1983                                                      | 9° 24′ 25″ nord, 82° 56′ 20″ ouest  |        |
| Parc national Río Abiseo                                                                          | Pérou                  | Mixte (iii), (vii), (ix), (x)    | 272 407,95      |                  | 548  | | 7° 45′ sud, 77° 15′ ouest           |        |
| Ville coloniale de Saint-Domingue                                                                 | République dominicaine | Culturel (ii), (iv), (vi)        | 106             |                  | 526  | | 18° 28′ 59″ nord, 69° 55′ 01″ ouest |        |
| Kiev : cathédrale Sainte-Sophie et ensemble des bâtiments monastiques et laure de Kievo-Petchersk | RSS d'Ukraine          | Culturel (i), (ii), (iii), (iv)  | 28,52           | 220,15           | 527  | la République socialiste soviétique d'Ukraine, bien que membre de l'Union soviétique en 1990, était toutefois un État partie à la convention du patrimoine mondial à part entière. | 50° 27′ 11″ nord, 30° 31′ 01″ est   |        |
| Centre historique de Léningrad et ensembles monumentaux annexes                                   | Union soviétique       | Culturel (i), (ii), (iv), (vi)   | 3 934,1         |                  | 540  | En Russie depuis la fin de l'Union soviétique en 1991. | 59° 57′ 00″ nord, 30° 19′ 05″ est   |        |
| Itchan Kala                                                                                       | Union soviétique       | Culturel (iii), (iv), (v)        | 37,5            |                  | 543  | En Ouzbékistan depuis la fin de l'Union soviétique en 1991. | 41° 22′ 41″ nord, 60° 21′ 50″ est   |        |
| Kizhi Pogost                                                                                      | Union soviétique       | Culturel (i), (iv), (v)          | 0,57            | 9 990            | 544  | En Russie depuis la fin de l'Union soviétique en 1991. | 62° 04′ 16″ nord, 35° 13′ 41″ est   |        |
| Le Kremlin et la place Rouge à Moscou                                                             | Union soviétique       | Culturel (i), (ii), (iv), (vi)   | 42,1            | 1 121,3          | 545  | En Russie depuis la fin de l'Union soviétique en 1991. | 55° 44′ 46″ nord, 37° 37′ 48″ est   |        |

### Extensions
Le Comité approuve l'extension de 3 biens.
| Bien | Pays              | Lien | Notes | Coordonnées                          | Illus. |
| --- | ----------------- | ---- | --- | ------------------------------------ | ------ |
| Parcs des montagnes Rocheuses canadiennes | Canada            | 304  | Inscrit en 1984, le bien est étendu aux parcs provinciaux du Mont-Robson, Hamber et du Mont-Assiniboine                        | 51° 25′ 30″ nord, 116° 28′ 48″ ouest |        |
| Parc national Olympique | États-Unis        | 151  | Inscrit en 1981, le bien est étendu à la bande côtière.                                                                        | 47° 44′ 53″ nord, 123° 26′ 56″ ouest |        |
| Centre historique de Rome, les biens du Saint-Siège situés dans cette ville bénéficiant des droits d'extra-territorialité et Saint-Paul-hors-les-Murs | Italie et Vatican | 91   | Le Centre historique de Rome est inscrit en 1980. Le site est étendu au Vatican, ainsi qu'à ses propriétés extraterritoriales. | 41° 53′ 24″ nord, 12° 29′ 31″ est    |        |

### Patrimoine en péril
Le Comité approuve l'inscription d'un site sur la liste du patrimoine mondial en péril.
| Bien       | Pays | Lien | Notes                                    | Coordonnées                        | Illus. |
| ---------- | ---- | ---- | ---------------------------------------- | ---------------------------------- | ------ |
| Tombouctou | Mali | 119  | En péril jusqu'en 2005, puis depuis 2012 | 16° 46′ 23″ nord, 2° 59′ 56″ ouest |        |

### Ajournements
Le Comité décide de différer l'inscription de 3 sites proposés.
| Site          | Pays             | Notes | Coordonnées                          | Illus. |
| ------------- | ---------------- | --- | ------------------------------------ | ------ |
| El Vizcaíno   | Mexique          | Inscrit en 1993. | 27° 26′ 10″ nord, 113° 36′ 22″ ouest |        |
| Lake District | Royaume-Uni      | Inscrit en 2017. | 54° 30′ nord, 3° 10′ ouest           |        |
| Vilnius       | Union soviétique | La vieille ville de Vilnius (en) est inscrite en 1994. Le site est situé en Lituanie depuis l'indépendance du pays en 1991. | 54° 41′ 13″ nord, 25° 17′ 35″ est    |        |

### Retraits
Le Comité ne rejette aucune proposition d'inscription. En revanche, l'Allemagne en retire d'elle-même quatre.
| Site                     | Pays      | Notes                                                                        | Coordonnées                       | Illus. |
| ------------------------ | --------- | ---------------------------------------------------------------------------- | --------------------------------- | ------ |
| Cathédrale de Magdebourg | Allemagne |                                                                              | 52° 07′ 29″ nord, 11° 38′ 04″ est |        |
| Dresde                   | Allemagne | La vallée de l'Elbe à Dresde est inscrite en 2004, puis désinscrite en 2009. | 51° 02′ 24″ nord, 13° 49′ 16″ est |        |
| Quedlinbourg             | Allemagne | La collégiale, le château et la vieille ville sont inscrits en 1994.         | 51° 47′ 31″ nord, 11° 08′ 49″ est |        |
| Wörlitz                  | Allemagne | Inscrit en 2000 sous le nom « Royaume des jardins de Dessau-Wörlitz ».       | 51° 51′ 50″ nord, 12° 16′ 52″ est |        |